# Mirepoix (tổng)
Tổng Mirepoix là một tổng của Pháp nằm ở tỉnh Ariège trong vùng Occitanie.
Tổng này được tổ chức xung quanh Mirepoix ở quận Pamiers. Độ cao biến thiên từ 244 m (Lapenne) đến 763 m (Le Peyrat) với độ cao trung bình là 350 m.

## Hành chính
| Giai đoạn | Ủy viên       | Đảng             | Tư cách                                  |
| --------- | ------------- | ---------------- | ---------------------------------------- |
| 2008-2014 | Jean Cazanave | PS               |                                          |
| 2001-2008 | Jeanne Ettori | Đảng xã hội Pháp | phó chủ tịch hội đồng vùng Midi-Pyrénées |
| 1994-2001 | Jeanne Ettori | Đảng xã hội Pháp | phó chủ tịch hội đồng vùng Midi-Pyrénées |
| 1988-1994 | Jeanne Ettori | Đảng xã hội Pháp | Thị trưởng Mirepoix, ủy viên vùng        |
| 1984-1988 | Jeanne Ettori | Đảng xã hội Pháp | Thị trưởng Mirepoix                      |
| 1982-1984 | Claude Ettori | Đảng xã hội Pháp | Thị trưởng Mirepoix                      |
| 1964-1982 | Gilbert Faure | Đảng xã hội Pháp | đại biểu Ariège, Thị trưởng Mirepoix     |
| 1958-1964 | Roger Senié   | UNR              | Thị trưởng la Bastide-de-Bousignac       |
| 1945-1958 | Urbain Rouch  | PCF              | Thị trưởng Laroque-d'Olmes               |

## Các đơn vị hành chính
Tổng Mirepoix bao gồm 35 xã với dân số 12 405 người (điều tra năm 1999, dân số không tính trùng).
| Xã                         | Dân số | Mã bưu chính | Mã insee |
| -------------------------- | ------ | ------------ | -------- |
| Aigues-Vives               | 485    | 09600        | 09002    |
| La Bastide-de-Bousignac    | 327    | 09500        | 09039    |
| La Bastide-sur-l'Hers      | 674    | 09600        | 09043    |
| Belloc                     | 62     | 09600        | 09048    |
| Besset                     | 119    | 09500        | 09052    |
| Camon                      | 144    | 09500        | 09074    |
| Cazals-des-Baylès          | 36     | 09500        | 09089    |
| Coutens                    | 148    | 09500        | 09102    |
| Dun                        | 491    | 09600        | 09107    |
| Esclagne                   | 142    | 09600        | 09115    |
| Lagarde                    | 194    | 09500        | 09150    |
| Lapenne                    | 131    | 09500        | 09153    |
| Laroque-d'Olmes            | 2 657  | 09600        | 09157    |
| Léran                      | 539    | 09600        | 09161    |
| Limbrassac                 | 98     | 09600        | 09169    |
| Malegoude                  | 66     | 09500        | 09178    |
| Manses                     | 123    | 09500        | 09180    |
| Mirepoix                   | 3 061  | 09500        | 09194    |
| Montbel                    | 123    | 09600        | 09200    |
| Moulin-Neuf                | 183    | 09500        | 09213    |
| Le Peyrat                  | 456    | 09600        | 09229    |
| Pradettes                  | 37     | 09600        | 09233    |
| Régat                      | 62     | 09600        | 09243    |
| Rieucros                   | 437    | 09500        | 09244    |
| Roumengoux                 | 127    | 09500        | 09251    |
| Saint-Félix-de-Tournegat   | 117    | 09500        | 09259    |
| Sainte-Foi                 | 22     | 09500        | 09260    |
| Saint-Julien-de-Gras-Capou | 60     | 09500        | 09266    |
| Saint-Quentin-la-Tour      | 297    | 09500        | 09274    |
| Tabre                      | 387    | 09600        | 09305    |
| Teilhet                    | 152    | 09500        | 09309    |
| Tourtrol                   | 204    | 09500        | 09314    |
| Troye-d'Ariège             | 93     | 09500        | 09316    |
| Vals                       | 67     | 09500        | 09323    |
| Viviès                     | 84     | 09500        | 09341    |

## Thông tin nhân khẩu
| 1962                                                     | 1968   | 1975   | 1982   | 1990   | 1999   |
| -------------------------------------------------------- | ------ | ------ | ------ | ------ | ------ |
| 10 694                                                   | 11 776 | 11 666 | 12 213 | 12 524 | 12 405 |
| Nombre retenu à partir de 1962 : dân số không tính trùng |        |        |        |        |        |